# Obični divlji kesten
Obični divlji kesten lat. Aesculus hippocastanum potječe iz Perzije. Zbog svoje ljepote je omiljeno stablo u parkovima, koje dostiže i starost od 200 godina, a cvjetovi, kora i nejestivi plodovi se koriste u narodnoj medicini.
Naraste do 20 metara s velikim prstenastim listovima koji se sastoje od većinom 7 listića klinastog oblika zajedno sastavljenih. Veliki grozdasti cvatovi stoje u uspravnom položaju i čunjastog su oblika. Cvjetovi su sasvim bijeli ili crveni sa žutim ili crvenim mrljama. Tobolac ploda je bodljikav zeleni omotač u kojem se nalaze 1 do 2 ploda sjajne tamnosmeđe boje s bijelom točkom.
Cvjeta u svibnju, a plodovi sazrijevaju u rujnu i listopadu.
Kora drva prilikom sušenja ima miris sličan amonijaku i gorka je okusa, a svi dijelovi divljeg kestena su neotrovni.
Sjevernoamerički indijanci su  navodno  od plodova dobivali jestivi škrob,i to tako da su tanko isjeckane polako pržene plodove stavljali u vreće te iste na 2-5 dana uronili u rijeku ili potok te bi tako uklonili toksične saponine (sličan su postupak koristili su i za žireve).
Zbog velikog udjela escina, saponina koji povoljno djeluje na stijenke kapilara i vena, diuretičkog i protuupalnog djelovanja, osim u narodnoj medicini ekstrakt divljeg kestena koristi se sve više i u raznim kremama za liječenje vena i ravnanje bora.
Spojevi masti, saponina, i škroba čine divlji kesten prikladnim za liječenje crijevnih oboljenja, proljeva, katara dišnih organa.

## Sinonimi
- Aesculus asplenifolia Loudon
- Aesculus castanea Gilib.
- Aesculus hippocastanum var. argenteovariegata Loudon
- Aesculus hippocastanum var. aureovariegata Loudon
- Aesculus hippocastanum var. beaumanii C.K.Schneid.
- Aesculus hippocastanum f. beaumanii (C.K.Schneid.) Dole
- Aesculus hippocastanum var. flore-pleno Loudon
- Aesculus hippocastanum var. incisa Booth ex Loudon
- Aesculus hippocastanum var. pendula Puvill.
- Aesculus hippocastanum f. pendula (Puvill.) Rehder
- Aesculus hippocastanum var. variegata Loudon
- Aesculus memmingeri K.Koch
- Aesculus procera Salisb.
- Aesculus septenata Stokes
- Hippocastanum aesculus Cav.
- Hippocastanum vulgare Gaertn.
- Pawia hippocastanum Kuntze

Izvori za sinonime

## Galerija
- Divlji kesten u cvatu
- A. hippocastanum, Danska
- A. hippocastanum, Koruška, Austrija
- A. hippocastanum, kora
- A. hippocastanum, deblo
- A. hippocastanum, list
- A. hippocastanum, list u jesen
- A. hippocastanum, plod
- A. hippocastanum, plodovi u usporedbi s kutijom šibica

## Vanjske poveznice
http://www.pfaf.org/user/Plant.aspx?LatinName=Aesculus+hippocastanum  Arhivirana inačica izvorne stranice od 11. rujna 2015. (Wayback Machine)